# Жердев, Виктор Иванович
Виктор Иванович Жердев  (1920 — 13 января 1945) — советский лётчик, участник ВОВ.

## Биография
Виктор Иванович Жердев родился в городе Орск Чкаловской области (в настоящее время — Оренбургская область). Участник Великой Отечественной войны с 25 июня 41-го. С 11 марта 43-го по 27 апреля 43-го воевал в 84А иап на Северо-Кавказском фронте самолёте И-16. За этот период произвел 45 боевых вылетов на штурмовку войск противника. В июне 1943 года как один из лучших был переведён на обучение и усиление в 16 гиап (6 июля 1943‑12 января 1945). Ученик Покрышкина А. И. Быстро освоил «Аэрокобру» и вошёл в состав младших командиров уже на этапе Кубанского воздушного сражения в июне-июле 1943 года. К осени стал командиром авиаэскадрильи в этом же полку. Осмотрительный, исполнительный, отважный лётчик. Вдумчивый культурный командир. Скромный человек. Совершил 258 боевых вылетов. Участник 46 воздушных боёв. В начале Висло-Одерской операции 13 января 1945 года командир аэ гв. капитан Жердев в качестве командира звена был направлен на разведку в исключительно сложных метеоусловиях.
Выполняя «просьбу» начштаба, спустился на минимальную высоту и был сбит зенитной артиллерией противника. Произвёл вынужденную посадку, зверски убит немецкими зенитчиками.
Похоронен в городе Тарнобжег, Польша.
Награждён двумя орденами Красного Знамени, двумя орденами Отечественной войны I степени, орденом Красной Звезды. До звания Героя Советского Союза «не дотянул» трёх самолётов.
Воспоминания о Викторе Жердеве можно прочитать в военных мемуарах Александра Покрышкина, Ивана Бабака, Константина Сухова, Георгия Голубева.